# 文恭妃
恭妃文氏（きょうひ ぶんし、1500年代? - 1532年8月10日（嘉靖11年7月10日））は、明の嘉靖帝の妃嬪。

## 経歴
庶民の文栄と郭氏の娘として生まれる。嘉靖元年（1522年）、陳氏（後に皇后となった）と張七姐（後に順妃、皇后となった）と共に、選抜されて後宮に入り、3月に恭妃となった。父の文栄は正四品錦衣衛帯俸指揮僉事に任じられた。
嘉靖7年（1528年）、陳皇后が嫉妬するように流産して崩ずると、張七姐は代わって皇后に立てられたが（後に廃される）、文恭妃は皇帝の怒りを買い、別宮に移された。嘉靖11年（1532年）7月10日、文氏は失意のうちに死去した。享年は不明だが、30歳以下と考えられている。没後、悼隠と諡され、嬪の礼で金山に葬られた。

## 伝記資料
- 『明世宗実録』
- 『宛署雑記』